# Иджа
Иджа — село в Шушенском районе Красноярского края. Центр муниципального образования сельское поселение Иджинский сельсовет.

## География
Село расположено на обоих берегах реки Шушь. Окружено пастбищами и полями с одной стороны, а с другой — тайгой. Название деревня получила от реки Иджушка, которая впадает в Шушь.

## История
Деревня Иджа Каптыревской волости Минусинского уезда была основана в 1855 году переселенцами из Вятской губернии. Население было 1200 человек. Действовала одноклассная школа. Деревня входила в состав Каптыревского Пророко-Ильинского прихода. Жители деревни засевали землю озимой рожью, яровой и озимой пшеницей и др. Имела большие площади посевов.

## Население
| 2010 |
| ---- |
| 637  |

## Экономика
В настоящее время в селе Иджа действует отделение ЗАО «Сибирь», основной деятельностью которого является сельское хозяйство.

## Инфраструктура
В селе имеется детский сад и средняя школа, есть СДК и библиотека.

## Известные люди
- Бердников, Василий Гаврилович — участник парада Победы на Красной площади в 1945 г.
- Аникиенко, Татьяна Ивановна — доктор сельскохозяйственных наук, профессор СФУ.
- Потехин, Сергей Петрович — заслуженный работник сельского хозяйства.

## Достопримечательности
- Памятник павшим в годы Великой Отечественной войны (был открыт в 1989 году).
- Памятник архитектуры «Амбар 19-20 веков двухкамерный (дерево)».